# Kenneth Rooks
Kenneth Rooks (né le 21 octobre 1999) est un athlète américain.
Il remporte la médaille d'argent du 3 000 mètres steeple aux Jeux olympiques d'été de 2024.

## Palmarès
| Date | Compétition     | Lieu  | Résultat | Temps        |
| ---- | --------------- | ----- | -------- | ------------ |
| 2024 | Jeux olympiques | Paris | 2e       | 8 min 6 s 41 |